# Idris Ier
Pour les articles homonymes, voir Idris.
Ne doit pas être confondu avec Idris Ier (roi de Libye).
Idrīs Ier ou Idriss Ier (arabe : إدريس بن عبد الله الكامل, berbère : ⴷⵔⵉⵙ ⵓ ⵄⴱⴷⵍⵍⴰⵀ ⵍⴽⴰⵎⵉⵍ) ou Moulay Idriss al-Akbar, mort entre 791 et 793 à Volubilis, est un chérif d'origine arabe, issu de la branche hassanide des Alides, fondateur d'un État idrisside au Maghreb occidental.
De confession zaïdite, fils de l'arrière petit-fils du calife Ali et de Fatima, fille de Mahomet, il doit fuir le Hejāz à l'issue de bataille de Fakh et se réfugie vers 789 au Maghreb occidental dans la région de Volubilis où la tribu berbère des Awraba le reconnaît comme guide politique et spirituel.
Les sources hagiographiques évoquent d'impressionnantes conquêtes à travers toute la région qui, bien qu'on ne sache pas exactement la portée de celles-ci, sont communément considérées comme le premier État marocain.

## Biographie

### Les sources
L'histoire d'Idrīs  est difficile à cerner précisément, tributaire à la fois de la littérature historique chiite zaydite du IXe au XIe siècles et de l’historiographie mérinide, d'obédience sunnite malékite des XIIIe et XIVe siècles. Si cette dernière — qui s'appuie sur des ouvrages historiques maghrébins aujourd'hui perdus — a longtemps constitué la principale source d’informations sur les Idrissides, elle se révèle frappée de réécriture idéologique en cherchant à reclasser les Idrissides en tant que dirigeants sunnites et malikites, se trouvant de la sorte suspecte à bien des égards ; la confrontation de cette historiographie avec  la première qui, bien que ses matériaux soient extrêmement rares, appartient au même courant politico-religieux que le fondateur de la dynastie idrisside, permet cependant, avec le concours de la numismatique et de l'archéologie, de réévaluer le cours des évènements.
Néanmoins, au début des années 2020, la formation de l'État idrisside demeure largement ignorée des chercheurs spécialistes des Abbassides et ou des mouvements alides et son histoire reste à écrire.

### Origines
Idrīs ibn Abdullah al-Kamil est membre de la branche hassanide des Alides, descendant de la famille du prophète Mahomet (ahl al-bayt), famille qui cristallise l'opposition de certaines élites musulmanes à l'encontre de la domination abbasside. Fils de l'arrière petit-fils d'Ali Abdullah al-Kamil, mort dans les geôles du calife abbasside al-Mansur en 762, Idrīs a cinq frères :  Muhammad, Ibrahim, Isā, Sulayman et Yaḥyā.
Un premier soulèvement, infructueux, est fomenté contre les abbassides par deux des frères aînés d'Idrīs, Muḥammad al-Nafs al-Zakiyya et Ibrāhīm, à La Mecque et à Bassorah en 762-763. En 786, c'est un nouveau soulèvement dirigé contre le calife abbasside al-Hādī par al-Hussein ibn Ali, cousin ou neveu d'Idrīs, qui éclate à Médine et se termine par la désastreuse bataille de Fakh dont résulte l’exode des alides survivants, fuyant le Hejāz pour gagner les marges les plus éloignées du dominion abbasside.
Après s'être caché dans le Hejāz, Idrīs et son frère Yaḥyā traversent la mer Rouge et trouvent refuge en Abyssinie puis en Égypte où Rachid, fidèle mawlā (« client » ou « affranchi ») d'Idrīs  et peut-être d'origine berbère, négocie le départ de son maître d'Égypte vers le Maghreb que les deux hommes rejoignent en 788 ou 789, tandis que Yaḥyā gagne le Yémen.

### Maghreb
Les Maghreb occidental est alors faiblement islamisé, les populations indigènes professant essentiellement des croyances et cultes berbères, judaïques ou chrétiens tandis que certaines élites aristocratiques se tournent vers l'islam kharidjite pour marquer leur indépendance vis-à-vis des califes orientaux imposés par les Omeyyades de Damas dont les tentatives d'islamisation de la région sont restées peu probantes et dont la brutalité occasionne d'importantes révoltes à l'issue desquelles les berbères autochtones érigent divers émirats autonomes, mettant fin à l'unité politique du Maghreb.

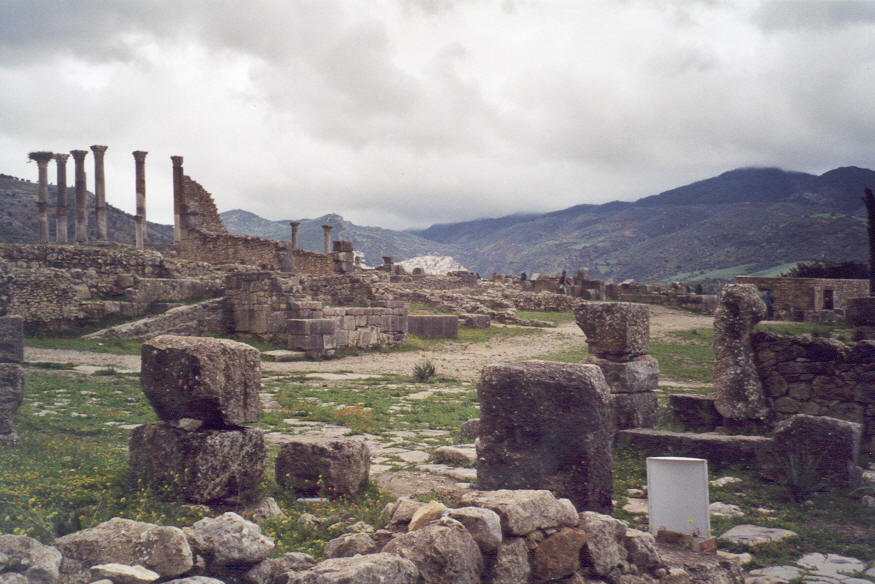
Ruines de Volubilis avec, en arrière-plan (la tache blanche), la ville de Moulay Idriss Zerhoun où est enterré Idrīs Ier.

Après un passage à Tanger où il ne trouve pas le soutien escompté, Idrīs installe sa résidence à Walīlā, l'antique Volubilis, près de l'actuelle Meknès. Il y est reçu favorablement par la plus importante confédération de tribus berbères de la région, les Awraba, dont les membres le reconnaissent comme leur guide politique et spirituel, conférant le titre d'imam à ce descendant du prophète Muhammad, un lignage revendiqué qui confère à Idrīs et ses successeurs dynastiques une forme de bénédiction ou de pouvoir spirituel, la barakah.
Les sources hagiographiques décrivent avec emphase d'impressionnantes conquêtes d’Idrīs qui s'ensuivent à travers tout le Maghreb occidental, notamment celle la tribu berbère des Berghouata, jetant les bases d'un État dont l'étendue semble cependant limitée : la numismatique n'atteste en effet que deux ateliers de frappe de monnaie relatives à Idrīs, à Volubilis et à Ṭudgha ; de même, les expéditions de contre Sus al-Aksa, Massa et Tlemcen qui lui ont longtemps été attribuées doivent plutôt l'être à ses successeurs, bien que Tlemcen ait pu être dirigée dès cette époque par le neveu d'Idrīs, Muhammad, voire par le père de celui-ci, Sulayman.
Quoi qu'il en soit, il semble qu'Idrīs, en s'appuyant sur la asabiyya des tribus berbères, ait réussi à consolider son pouvoir sur la vallée du Ouargha et à contraindre les tribus du Tamesna et des Ghiata de Taza à en respecter les frontières, créant une ébauche d'administration en s'appuyant sur 500 immigrants arabes provenant d'Al-Andalus et d'Ifriqya parmi lesquels il recrute un vizir, un cadi et un secrétaire ; en outre, l'accès aux mines d'argent du sud de l'Atlas lui permet de frapper sa propre monnaie. Les sources du XVIe siècle lui attribuent l'implantation zélée de la vraie foi et des bonnes pratiques musulmanes, la conversion de nombreux Berbères chrétiens, juifs et païens à l'islam ainsi que la création de mosquées dans tout le Maghreb occidental.
La fondation de villes et la frappe de monnaies constituent parmi les actes de légitimation les plus visibles et les plus durables au Maghreb occidental de cette époque, et le territoire qu'Idrīs Ier dirige comme un imamat d'ordre politico-religieux est ainsi communément considéré comme le premier État marocain, tandis qu'Idrīs lui-même est parfois considéré comme le premier ancêtre de la dynastie régnante et les Idrissides, comme les fondateurs de la conscience nationale marocaine.

### Court règne
C'est peut-être sous son règne qu'apparait le madinat Fās sur la rive droite de l'oued Fas, probablement à l'origine un simple camp militaire, que l'un de ses successeurs, son mawlā Rachid ou son fils Idrīs II, développe et érige en capitale, mais la paternité de cette fondation reste débattue. Malgré ses succès dans l’extension de ses territoires, Idrīs Ier ne jouit pas longtemps de ses conquêtes : le calife abbasside Haroun Al-Rachid, contrarié de ce succès et craignant une expansion du royaume idrisside en direction de son empire, le fait empoisonner occasionnant sa mort à Volubilis à une date incertaine située entre 791 et 793 bien que l'historiographie récente penche pour la datation haute.
Quoi qu'il en soit, le premier dirigeant idrisside meurt au terme d'un règne d'au moins trois ans et demi, apparemment âgé d’une cinquantaine d’années, sans enfant mais, selon les sources unanimes, laissant enceinte une de ses ğawari (« esclaves/servantes ») à moins que ce soit une concubine berbère du nom de Kanza, Kanz ou encore Kathīra suivant les auteurs. Son fils posthume, Idrīs II, voit le jour quelques mois plus tard. Rachid exerce alors pendant plusieurs années une forme de « régence », bien que ce soit là une notion fort vague en Islam et frappe même monnaie, laissant accéder Idrīs au trône à l'âge de 11 ans, une rumeur laissant accroire que ce dernier est en réalité le fils du mawlā. Les successeurs d'Idrīs Ier règnent à sa suite sur certaines parties du pays jusqu'en 985.

### Tombeau et culte

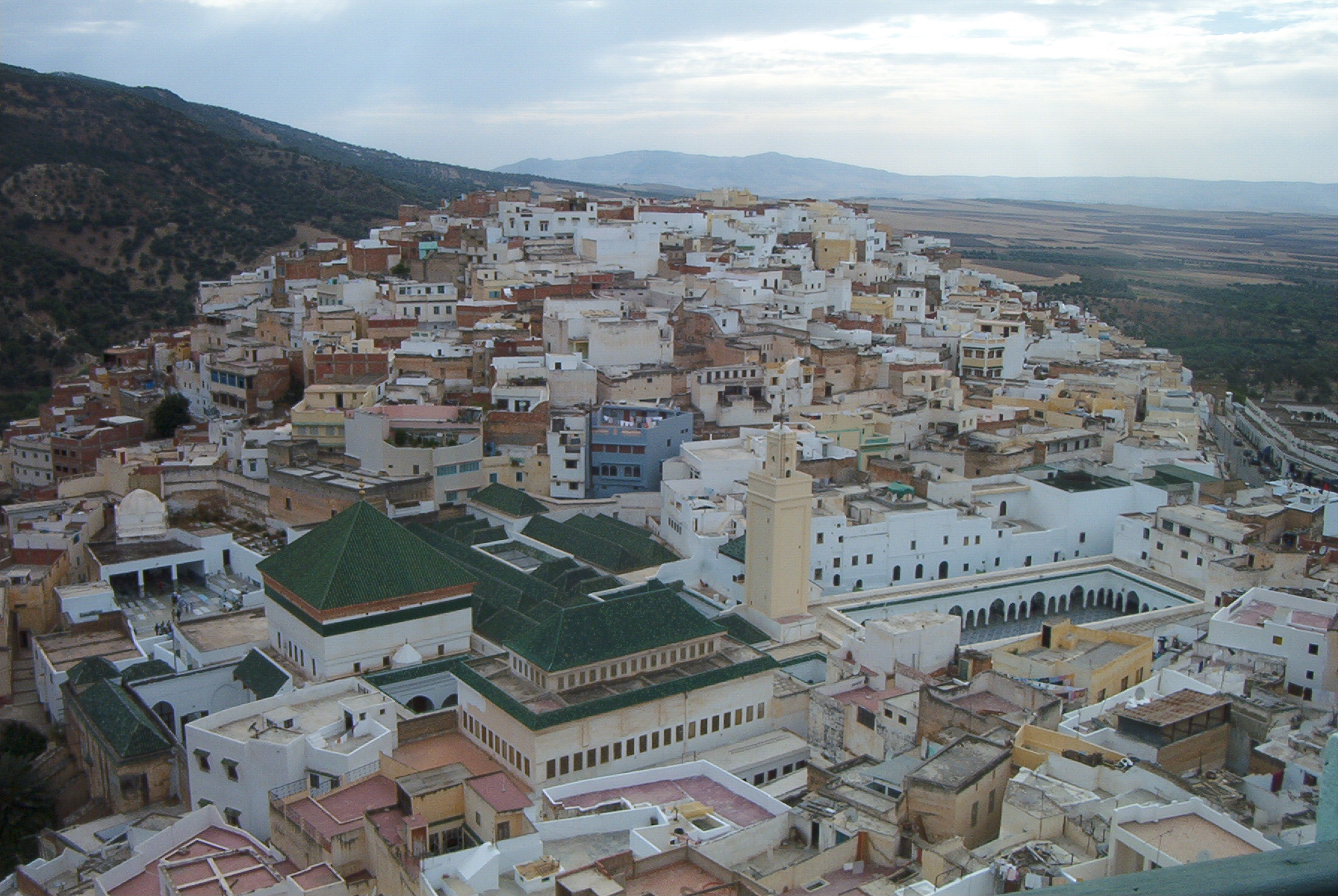
Le mausolée d'Idris Ier (structure au toit vert, en bas à gauche) à Moulay Driss Zerhoun.

Idrīs Ier est d'abord enterré au nord de Volubilis et un culte s'y développe à l'époque almohade, lié au développement du soufisme et du chérifisme dans la région, à l'époque où ce dernier courant, qui jouit alors d'un certain prestige, tend à devenir une force politique au point que les deux premiers dirigeants Almohades revendiquent une ascendance idrisside. La mémoire de son tombeau est un temps estompée jusqu'à ce qu'on retrouve en 1318 son corps enveloppé d'un linceul, suscitant alors la venue de pèlerins de tout le Maroc et la construction d'une zaouïa encore active au XVIe siècle.
La date de la translation de la dépouille vers son emplacement actuel à Moulay Idriss Zerhoun, une petite ville à flanc de montagne près des ruines de Volubilis, n'est pas connue et peut avoir pris place à une date comprise entre le XVIe et le XVIIIe siècle, lorsque le sultan Ismaïl ben Chérif (1672–1727), fait construire un magnifique mausolée qui remplace peut-être un édifice plus ancien. Le pèlerinage qu'y s'y développe à cette époque prend une importance particulière, se substituant au Hajj pour les musulmans trop impécunieux pour se rendre jusqu'à La Mecque.
Moulay Idriss Zerhoun est toujours le théâtre du plus important pèlerinages religieux du Maghreb occidental, un moussem (fête votive annuelle) initié par le mystique Sidi Kaddour El Alami (1742-1850) qui, lui-même descendant d'Idrīs Ier et résidant à Meknès, s'efforçait d'accomplir la salat tous les vendredi sur la tombe de son ancêtre. Longtemps célébré en mai, le moussem prend désormais place chaque année en été.

## Religion
Si les premiers textes le concernant mentionnent à son propos une confession mutazilite ou chiite, Idrīs semble avoir plutôt été zaïdite, une branche hétérodoxe du chiisme reconnaissant les califats d'Abu-Bakr, d'Omar et d'Othman. Idrīs semble avoir professé l'islam millénariste des Alides, proclamant la recherche de justice et de vérité. Mais à la suite du chroniqueur Sulaymân al-Nawfali — un auteur du Xe siècle abondamment cité par l'historien Al-Bakri — qui le premier a tenté de gommer cet aspect « hérétique » des premiers Idrissides, la tradition l'a progressivement rattaché à la confession sunnite.

## Titulature
Au Maroc, Idrīs Ier est appelé « Moulay Idriss al-Akbar », fils de Mawlâna `abd Allah al-Kâmil « le Parfait », fils d'al-Hassan « al-Mothana », fils d'al-Hassan « es-Sabt », fils de Ali ibn Abi Talib et de Fatima Zahra, fille de Mahomet. Il fait partie des Ahl al-bayt.